# Shanghai International Circuit
Shanghai International Circuit är en racerbana i Shanghai i Kina. Här körs Kinas Grand Prix i formel 1 sedan 2004 och roadracings MotoGP-klasser sedan 2005.

## F1-vinnare[1]
| Säsong | Förare             | Tillverkare      |
| ------ | ------------------ | ---------------- |
| 2024   | Max Verstappen     | Red Bull Racing  |
| 2019   | Lewis Hamilton     | Mercedes         |
| 2018   | Daniel Ricciardo   | Red Bull Racing  |
| 2017   | Lewis Hamilton     | Mercedes         |
| 2016   | Nico Rosberg       | Mercedes         |
| 2015   | Lewis Hamilton     | Mercedes         |
| 2014   | Lewis Hamilton     | Mercedes         |
| 2013   | Fernando Alonso    | Ferrari          |
| 2012   | Nico Rosberg       | Mercedes         |
| 2011   | Lewis Hamilton     | McLaren-Mercedes |
| 2010   | Jenson Button      | McLaren-Mercedes |
| 2009   | Sebastian Vettel   | Red Bull-Renault |
| 2008   | Lewis Hamilton     | McLaren-Mercedes |
| 2007   | Kimi Räikkönen     | Ferrari          |
| 2006   | Michael Schumacher | Ferrari          |
| 2005   | Fernando Alonso    | Renault          |
| 2004   | Rubens Barrichello | Ferrari          |

## MotoGP-vinnare[1]
| Säsong | Förare          | Tillverkare  |
| ------ | --------------- | ------------ |
| 2008   | Valentino Rossi | Yamaha       |
| 2007   | Casey Stoner    | Ducati Corse |
| 2006   | Dani Pedrosa    | Honda        |
| 2005   | Valentino Rossi | Yamaha       |